# Rasa dels Ensorrats
La Rasa dels Ensorrats és un torrent que aboca les seves aigües al Cardener per la seva riba esquerra aigües avall de la presa del Pantà de Sant Ponç. Tot el curs del torrent transcorre pel terme municipal de Clariana de Cardener, al Solsonès.
La xarxa hidrogràfica de la Rasa dels Ensorrats està integrada per 6 cursos fluvials que sumen una longitud total de 3.841 m.